# Слатина-при-Добєм
Слатина-при-Добєм (словен. Slatina pri Dobjem) — поселення в общині Добє, Савинський регіон, Словенія. Висота над рівнем моря: 569,7 м.